# Aline Mayrisch de Saint-Hubert
Aline Mayrisch de Saint-Hubert (geb. 22. August 1874 in Hollerich, Luxemburg; gest. 20. Januar 1947 in Cabris, Frankreich), geborene Aline de Saint-Hubert, war eine luxemburgische Frauenrechtlerin, Autorin, Literaturkritikerin und Philanthropin. Mayrisch de Saint-Hubert gründete mehrere Nichtregierungsorganisationen und war Präsidentin des Luxemburger Roten Kreuzes.

## Biografie

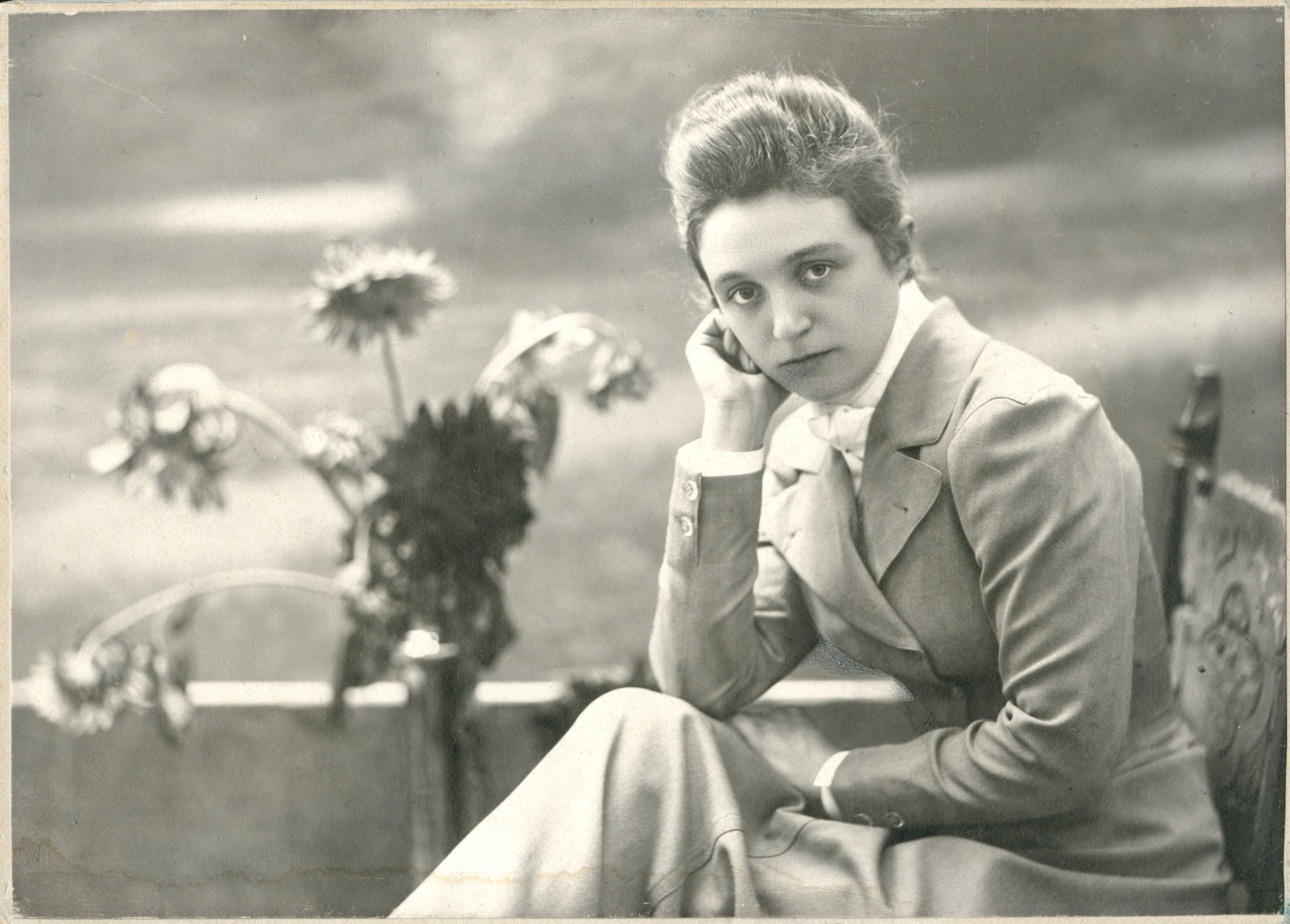
Aline de Saint-Hubert, um 1900

Aline Mayrisch de Saint-Hubert war die Tochter des Luxemburger Holzgroßhändlers belgischer Abstammung Xavier de Saint-Hubert. Ihre Schwester Jeanne de Saint-Hubert war mit dem Juristen und Politiker Xavier Brasseur aus der Industriellenfamilie Brasseur verheiratet und heiratete nach Xaviers Tod dessen Cousin Robert Brasseur. Aline besuchte die Luxemburger höhere Töchterschule „Sainte Sophie“. Von 1889 bis 1890 besuchte sie das Pensionat Sartorius in Bonn.
Aline de Saint-Hubert heiratete am 15. September 1894 den jungen Hütteningenieur Émile Mayrisch, der 1911 Generaldirektor des Stahlgiganten Arbed wurde. Sie lebten im südluxemburgischen Düdelingen. 1901 kam die Tochter Andrée zur Welt, die später als Andrée Viénot französische Widerstandskämpferin, Parlamentsabgeordnete und Regierungsmitglied wurde.
Die erste der vielen Organisationen, die Aline Mayrisch gründete, war 1906 die „Liga für die Verteidigung der Interessen der Frauen“, die 1909 die Gründung der ersten beiden Gymnasien für Mädchen in Luxemburg erreichte. In dieser Zeit überzeugte Aline Mayrisch eine Gruppe prominenter Luxemburger Damen, einen Luxemburger Verein der Pfadfinderinnenführerinnen zu gründen.
Aline Mayrisch setzte sich für Wohltätigkeitsorganisationen wie die Luxemburger Liga gegen Tuberkulose (französisch Ligue luxembourgeoise contre la tuberculose) und das Luxemburger Rote Kreuz (französisch Croix-Rouge luxembourgeoise), wie auch für die Ausbildung von Sozialhelferinnen und die Professionalisierung sozialer Arbeit ein.
Bei Ausbruch des Ersten Weltkrieges richtete Aline Mayrisch bei Düdelingen ein Krankenhaus ein, um Kriegsteilnehmern beider Seiten zu helfen. Nach dem Krieg spielte sie eine Schlüsselrolle bei der Einrichtung der Luxemburger Liga gegen Tuberkulose, deren Vizepräsidentin sie wurde. Sie und ihr Ehemann Émile waren die Hauptfinanziers der Liga und ihrer mit den Jahren entstehenden Ableger. Sie hatte bald mit dem Luxemburger Roten Kreuz zu tun und wurde 1926 zum Mitglied des Verwaltungsrates ernannt. Nach dem Unfalltod ihres Mannes Émile im Jahr 1928 wurde sie Vizepräsidentin und 1933 Präsidenten des Luxemburger Roten Kreuzes.

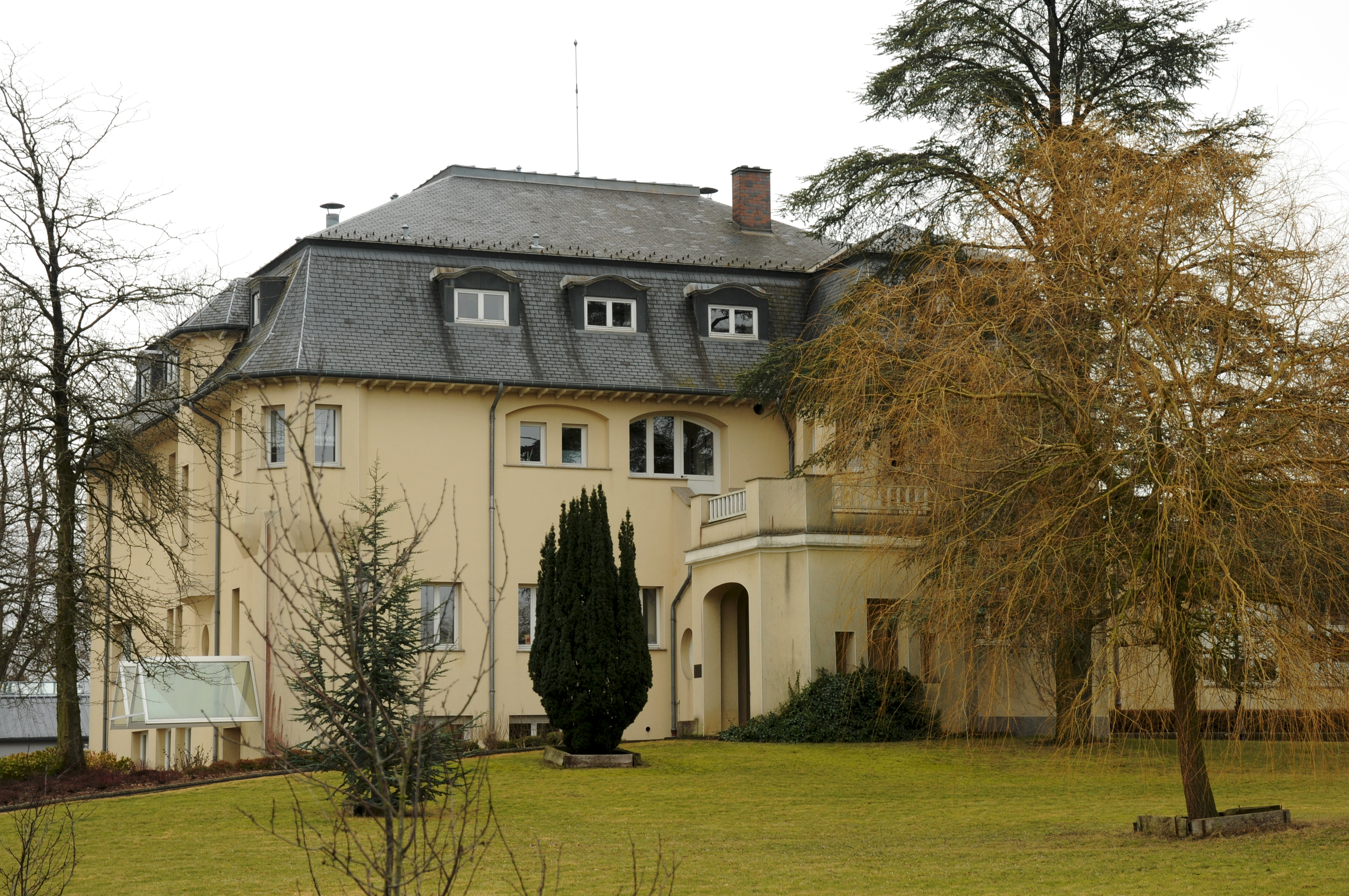
Ehemaliges Wohnhaus von Aline und Émile Mayrisch in Düdelingen, das in das Kinderheim Stiftung Kreuzberg umgewandelt wurde.

Aline Mayrisch und ihr Mann waren 1920 nach Schloss Kolpach gezogen. Nach dem Krieg empfingen sie hier viele deutsche und französische Intellektuelle in ihrem literarischen Salon Cercle de Colpach. Ihr Schloss in Düdelingen ließen sie in ein Kinderheim umwandeln, die „Stiftung Kreuzberg“ (luxemburgisch d’Fondatioun Kräizbierg).
Im Jahr 1939 zog Aline Mayrisch in das südfranzösische Cabris, wo sie 1947 verstarb. Sie vermachte Schloss Kolpach dem Luxemburger Roten Kreuz in Form der „Stiftung Émile Mayrisch“.

## Liga für die Verteidigung der Interessen der Frauen

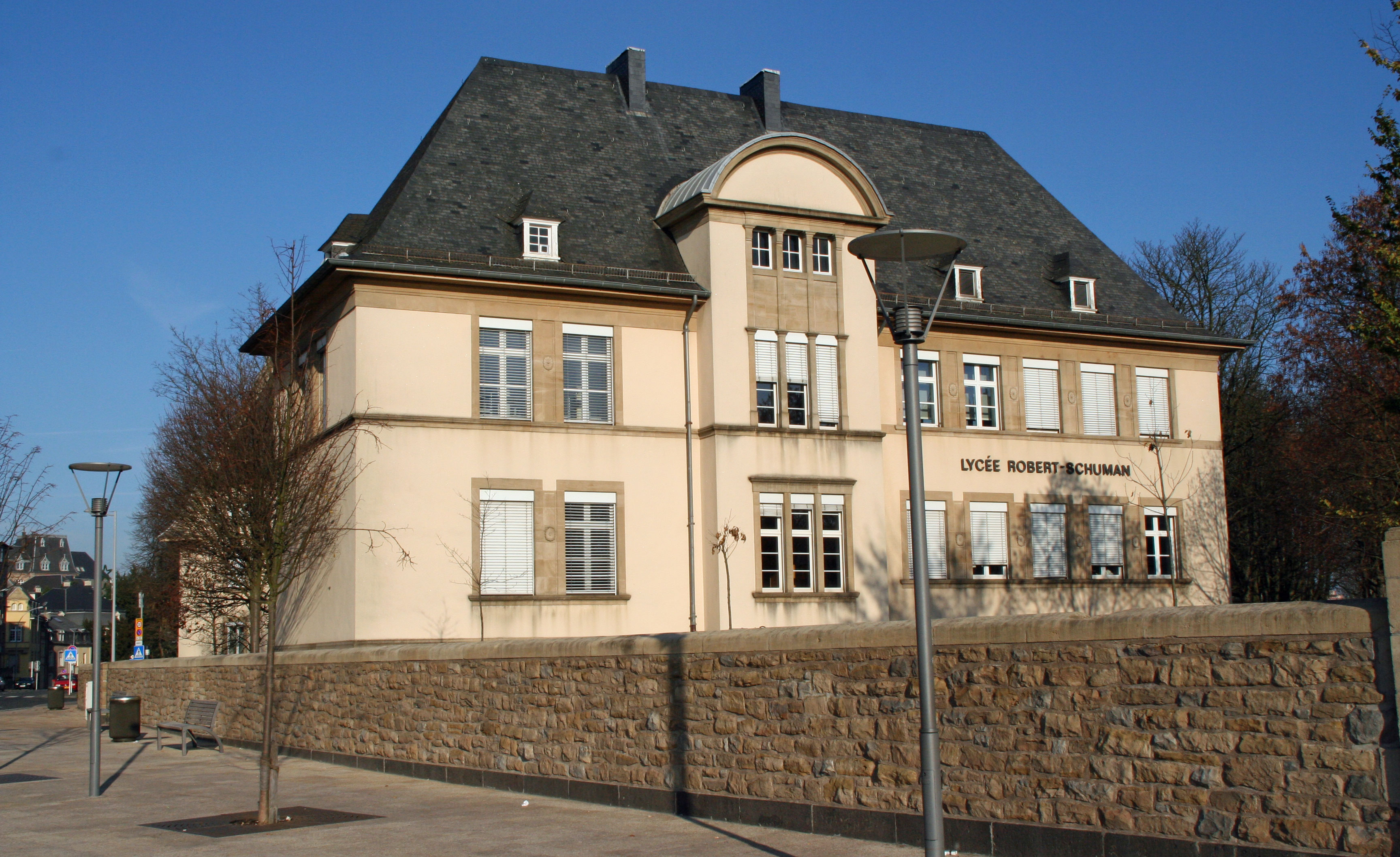
1909 auf Betreiben Aline Mayrischs gegründetes Lycée Robert Schuman

1906 gründete Aline Mayrisch die „Liga für die Verteidigung der Interessen der Frauen“ (französisch l’Association pour la Défense des Intérêts de la Femme). Aline Mayrisch bot der Erbgroßherzogin Maria-Adelheid die Patronage der Liga an. Sie lehnte jedoch ab, da eine römisch-katholische feministische Organisation in Gründung war. Der Hauptzweck der Liga war es, die Einrichtung öffentlicher Schulen für Mädchen anzustreben, was durch die Schaffung der angeschlossenen „Vereinigung für die Schaffung einer Schule für junge Mädchen“ beschleunigt werden sollte. Aline Mayrisch organisierte für die Luxemburger Frauen zahlreiche Konferenzen und Weiterbildungskurse, startete einen kostenlosen juristischen Beratungsdienst für mittellose Frauen und gab eine Umfrage zur schlechten Wohnsituation der ärmeren Bevölkerung in Auftrag. Bekannt aber wurde sie vor allem wegen ihres jahrelangen engagierten Kampfes um bessere Bildungschancen für junge Frauen. 1909 gründete sie einen Verein, der sich dem Aufbau eines Lyzeums verschrieb (französisch Association pour la création d’un Lycée de jeunes filles). Der Staat stimmte im selben Jahr der Einrichtung eines Lyzeums zu, allerdings unter Vorbehalt und nur für drei Jahre. Der Verein sollte in dieser Zeit beweisen, dass eine weiterführende Schule für Mädchen tatsächlich gebraucht wurde. So entstand das Lycée Robert-Schuman im Luxemburger Stadtteil Limpertsberg. Zahlreiche luxemburgische Bürgerfamilien schickten ihre Töchter in die neue Schule. Zuvor durften luxemburgische Mädchen keine weiterführende öffentliche Schule besuchen. Aline Mayrisch und ihre Mitstreiter brachten das Thema trotz heftiger Proteste voran. Die Kampagne erreichte ihr Ziel 1911, als die Luxemburger Chambre des Députés ohne Gegenstimmen für öffentlich finanzierte Mädchenschulen in der Hauptstadt Luxemburg und in Esch an der Alzette stimmte.

## Kunst und Literatur
Aline Mayrisch war sehr an Kunst und Literatur interessiert und sah sich selbst als Vermittlerin zwischen den Kulturwelten Deutschlands und Frankreichs. 1895 wurde sie „membre protectrice“ der belgischen Wochenzeitschrift Pan. Ab 1898 veröffentlichte sie Artikel über deutsche Maler und Literaturkritiken in der belgischen Avantgarde-Zeitschrift L’Art moderne, unter anderem über Der Immoralist von André Gide. Sie pflegte Freundschaften und Korrespondenzen mit vielen Schriftstellern und Intellektuellen, wie André Gide, Jean Schlumberger, Jacques Rivière, Henri Michaux, Marie und Théo van Rysselberghe, Marie Delcourt, Alexis Curvers, Annette Kolb, Gertrude Eysoldt, Ernst Robert Curtius und Bernhard Groethuysen.

Aline Mayrisch schloss sich 1914 André Gide und Henri Ghéon zu einer Reise in die Türkei an. 1927 reiste sie mit Ernst Robert Curtius in die Gironde und das Limousin. 

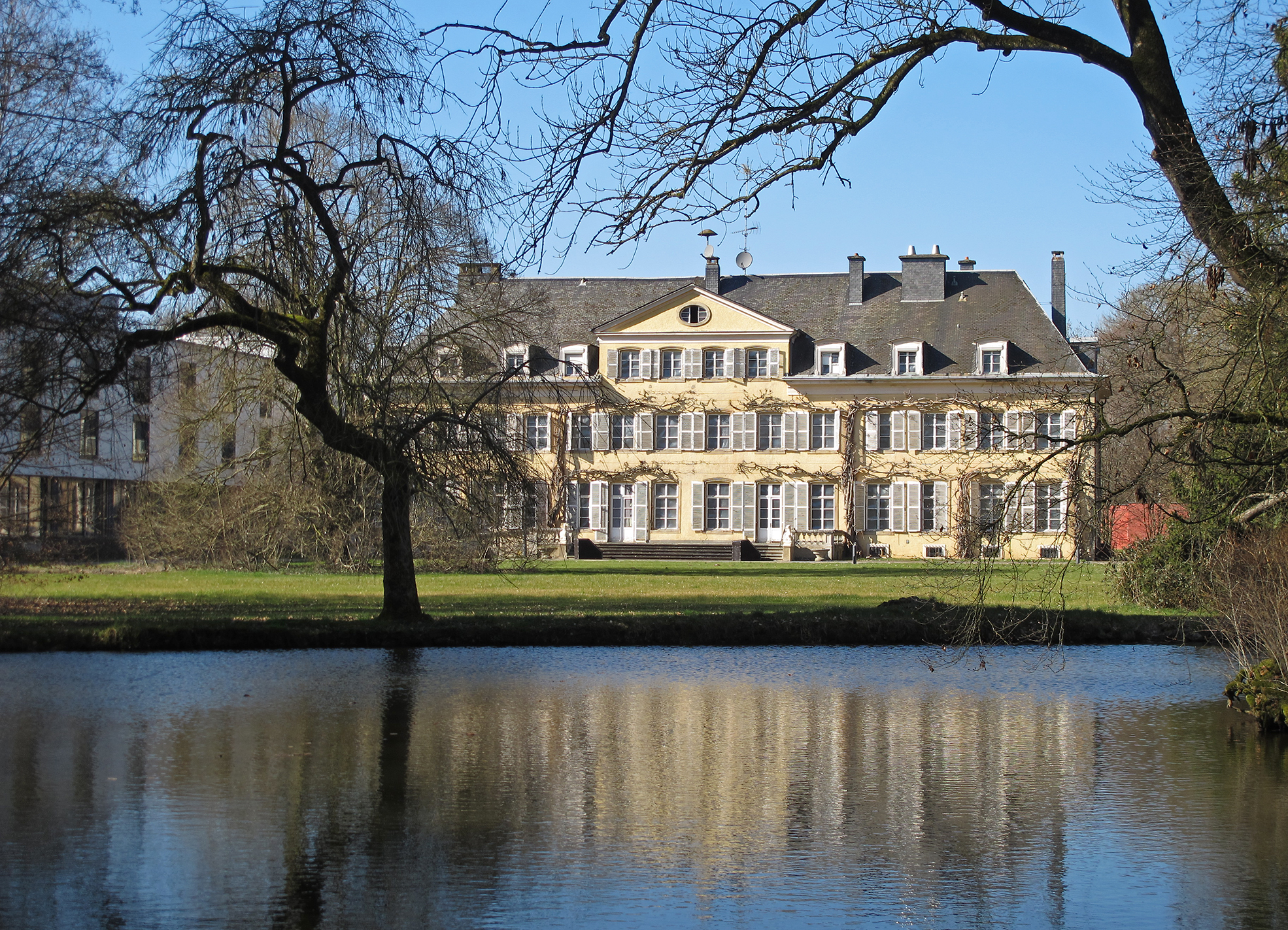
Schloss Kolpach, in dem der Cercle de Colpach stattfand, und das Aline Mayrisch nach ihrem Tode dem Roten Kreuz Luxemburg vermachte.

Im Schloss Kolpach arrangierte sie französisch-deutsche Empfänge, bei denen André Gide Walter Rathenau und Ernst Robert Curtius treffen konnte. Den literarischen Salon Cercle de Colpach besuchten unter anderen Paul Claudel, Jean Guéhenno, Jacques Rivière, Karl Jaspers, Bernard Groethuysen, André Gide, Jean Schlumberger, Ernst Robert Curtius, Annette Kolb und Richard von Coudenhove-Kalergi.
Aline Mayrisch stellte André Gide die Texte Rainer Maria Rilkes vor, und indem sie einen Artikel über Rilke in der Nouvelle Revue Française schrieb, half sie, einen französischen Verleger für den deutschen Schriftsteller zu finden. In derselben Zeitschrift veröffentlichte sie Artikel über die intellektuelle Situation in Deutschland nach dem Ersten Weltkrieg, sowie einen autobiografischen Reisebericht Paysages de la trentième année, der auf den Inseln Korsika und Island beginnend, die Konfrontation zwischen Leere, Absurdität und Nichtigkeit heraufbeschwor.
Ihr unvollendeter Roman Andrée Reimenkampf blieb der Nachwelt nicht erhalten.
Zusammen mit Marie Delcourt und Bernhard Groethuysen hatte Aline Mayrisch die Predigten des mittelalterlichen Mystikers Meister Eckhart, L’enfant qui s’accuse von Jean Schlumberger und Le mythe de Sisyphe. Essai sur l’absurde von Albert Camus übersetzt. In den 1930er Jahren unterstützte Aline Mayrisch die Exilpublikation Maß und Wert finanziell, die von Thomas Mann herausgegeben wurde.
Einige Werke wurden Aline Mayrisch gewidmet: Das literarische Frankreich von heute von Frantz Clément, Les Cahiers de la Petite Dame von Marie van Rysselberghe und La vie d’Euripide von Marie Delcourt.

## Ehrungen

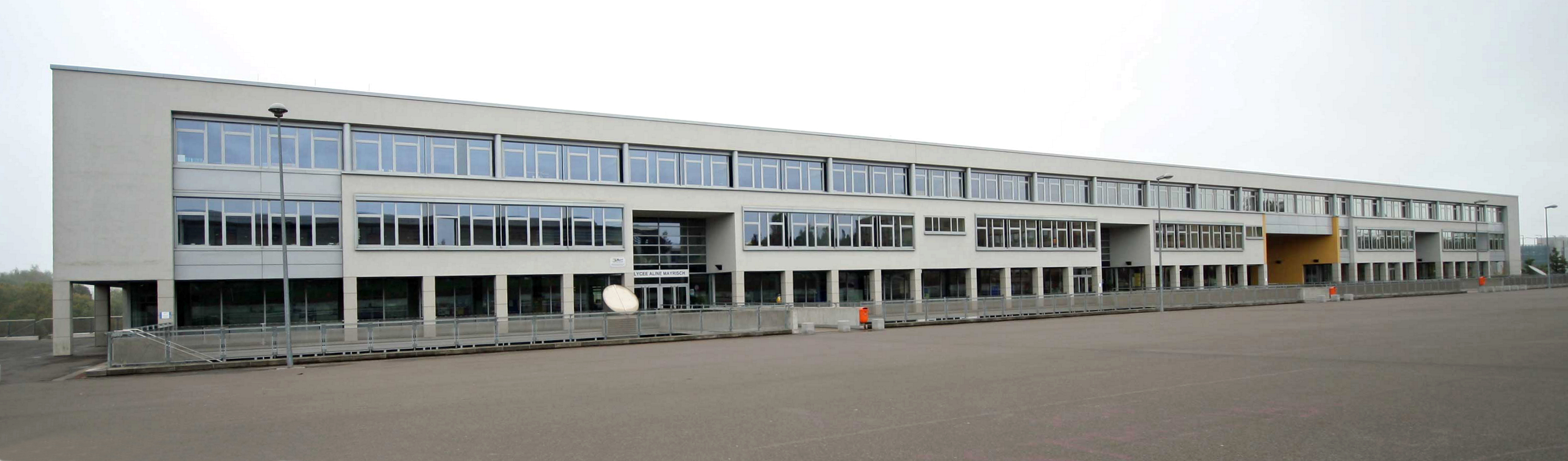
Lycée Aline Mayrisch

Das 2001 in ihrer Geburtsstadt Luxemburg eröffnete Lycée Aline Mayrisch wurde nach ihr benannt. Es ist die erste Schule in Luxemburg, die den Namen einer Frau trägt.

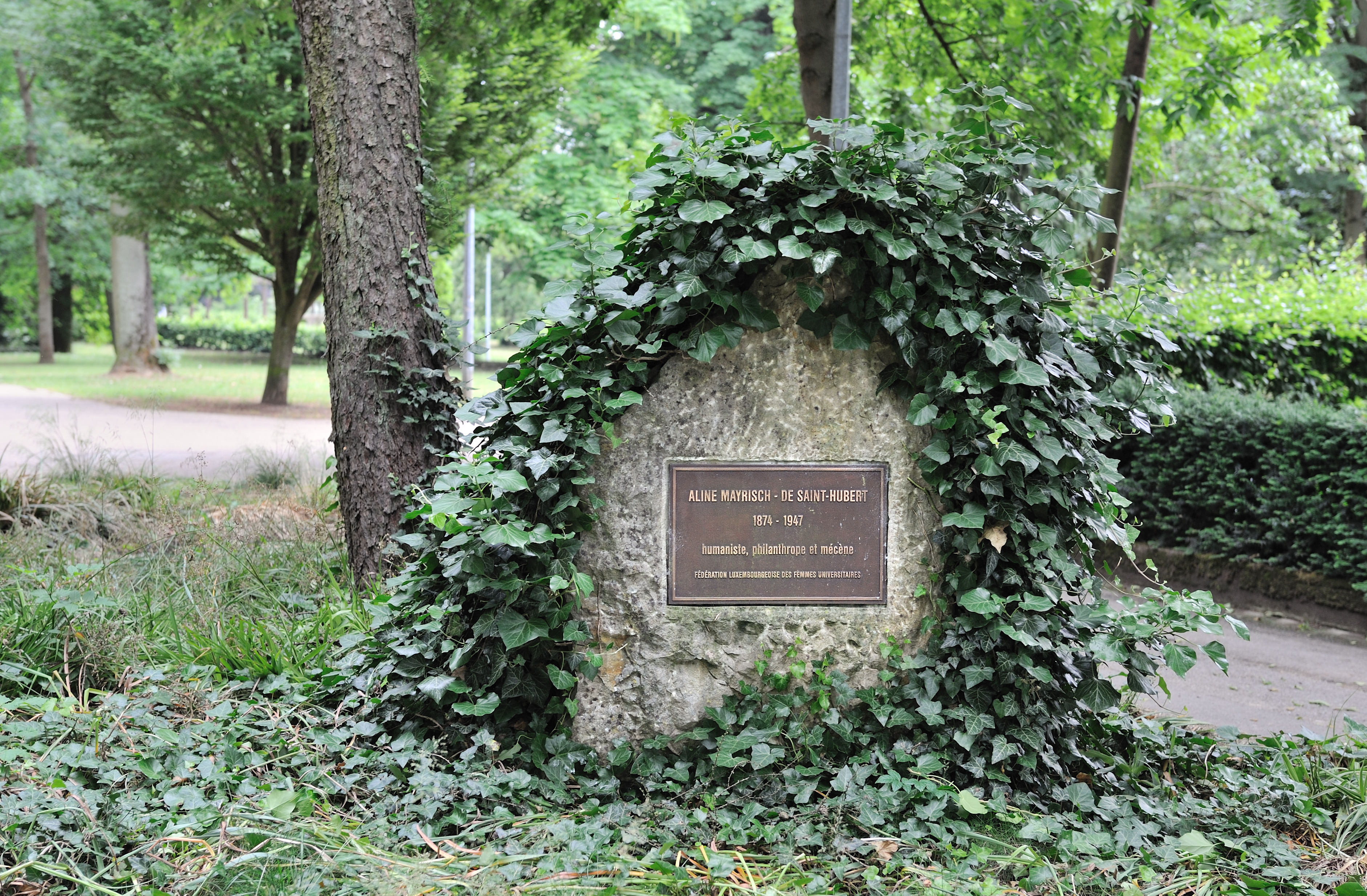
Gedenkstein für Aline Mayrisch in Luxemburg

In Luxemburg wurde Aline Mayrisch ein Gedenkstein gewidmet.

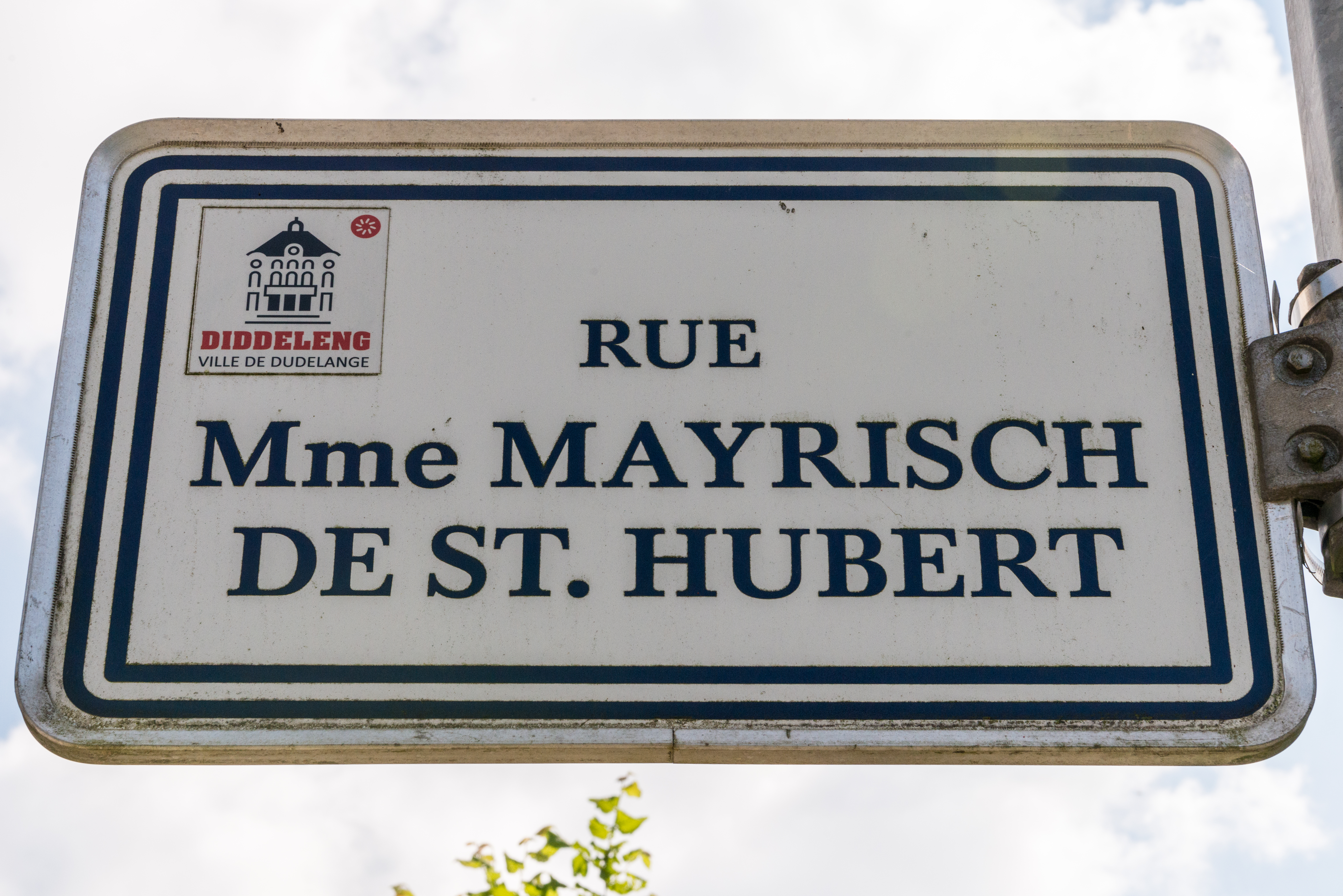
Straßenschild der Rue Mme Mayrisch de St. Hubert in Düdelingen

In Düdelingen wurde eine Straße nach Aline Mayrisch benannt.
Unter der Schirmherrschaft des Luxemburger Kulturministeriums veranstaltet die Vereinigung „Le Cercle des Amis de Colpach“ in enger Zusammenarbeit mit der ArcelorMittal-Gruppe seit 2007 alle vier Jahre einen Wettbewerb für die Ausgabe des „Émile und Aline Mayrisch-Preises“. Der Preis soll den kulturellen Austausch und das gegenseitige Verständnis der europäischen Völker im Sinne des „Geistes von Colpach“ zu fördern. Der Preis für besonders hervorragende Beiträge aus den Bereichen Geschichte, Politik, Wirtschaft, Gesellschaft und Kultur ist von ArcelorMittal mit insgesamt 14.000 € dotiert.

## Werke
Korrespondenzen
- Aline Mayrisch de Saint-Hubert, Jean Schlumberger: Aline Mayrisch – Jean Schlumberger: correspondance: 1907–1946. Hrsg.: Cornel Meder, Pascal Mercier. Ministère de la culture, de l’enseignement supérieur et de la recherche, Luxemburg 2000, ISBN 2-87984-036-8.
- Aline Mayrisch de Saint-Hubert, André Gide: Correspondance André Gide – Aline Mayrisch 1903–1946. Hrsg.: Pierre Masson, Cornel Meder. Gallimard, Paris 2003, ISBN 2-07-072946-X (französisch).
- Aline Mayrisch de Saint-Hubert, Jacques Rivière: Correspondance 1912–1925 / Aline Mayrisch. Hrsg.: Pierre Masson, Cornel Meder. Centre d’Etudes Gidiennes, Limonest 2007 (französisch).
- Aline Mayrisch de Saint-Hubert, Marie Delcourt-Curvers (Marie Delcourt): Correspondance: 1923–1946: avec quelques lettres d’Aline Mayrisch à Hélène Legros, Alexis Curvers, Denise Halkin. Hrsg.: Catherine Gravet, Cornel Meder. Cercle des amis de Colpach, Luxemburg 2009, ISBN 978-99959-6130-5 (französisch).
- Aline Mayrisch de Saint-Hubert: Toute la noblesse de sa nature: recueil des écrits publiés. Hrsg.: Cornel Meder. Éd. du Cercle des amis de Colpach, 2014, ISBN 978-99959-6131-2 (französisch).

Übersetzungen
- Meister Eckhart: Telle était Sœur Katrei… Traité et Sermons [de Maître Eckhart]. (= Collection « Documents Spirituels ». Band 9). Editions des Cahiers du Sud, Paris 1954 (französisch, deutsch: Das ist Schwester Katrei, Meister Eckharts Tochter von Straßburg. Übersetzt von Aline Mayrisch de Saint-Hubert).